# Solens atmosfär

Foto taget i Frankrike under solförmörkelsen 1999

En stjärnas atmosfär och således även solens atmosfär utgörs av den yttre regionen av stjärnans volym, det som ligger ovanför kärnan, strålningszonen och konvektionszonen. Den delas in i flera regioner med distinkta egenskaper:

## Fotosfären
Fotosfären, som är atmosfärens lägsta och kallaste lager, den är normalt sett den enda synliga delen. Ljus som lämnar stjärnans yta kommer från denna region och passerar genom de högre lagren. Solens fotosfär har en effektiv temperatur mellan 5770 och 5780 K.
Solfläckar, kallare regioner på magnetfältet ligger i fotosfären.

## Kromosfären
Ovanför fotosfären ligger kromosfären. Denna del av en stjärnas atmosfär kyls först ner och värms sedan upp till ungefär 10 ggr temperaturen i fotosfären.

## Transitionszon
Ovanför kromosfären ligger transitionszonen (övergångszonen), där temperaturen snabbt ökar. Denna anges i standardmodellen endast vara ca 100 km.

## Koronan
Den yttersta delen av stjärnans atmosfär är koronan, ett tunt plasma som har en temperatur över 1 000 000 Kelvin. 
Medan alla mogna stjärnor har transitionszoner och koronor så har inte alla gamla stjärnor det. Det verkar som om bara vissa jättar och några få superjättar har koronor. Ett olöst problem inom astrofysiken är hur koronan kan värmas upp till så höga temperaturer. Svaret finns troligen i magnetfälten men den exakta mekanismen fortfarande oklar.
Under en total solförmörkelse är solens fotosfär täckt av månen och man ser då det yttre lagren. 
Under förmörkelsen kan man kort observera kromosfären som en tunn rosaaktig båge, och koronan ses som en tufsig halo. Samma fenomen hos binära stjärnor kan göra kromosfären synlig.